# Индже Маринко
Марин Иванов Русинов с хайдушко прозвище Индже Маринко (между 1840 и 1842 – 1875) е български хайдутин, четник на Бейко войвода.
Индже Маринко е родом от село Драгомир и става хайдутин заради убитите от турците негови трима братя като става четник на Бейко войвода. След време става четоводец на своя малка чета, с която чета закрилят населението на Тополи дол, Кръстава, Блатница, Цалапица, Голямо Конаре и Крастово. След залавянето му е освободен от Пловдивския кадия, след което се заселва в Тополи дол и се жени за хубавата Нона от село Блатница. Заради старите прегрешения на Индже и Маринко, незабравилите турци го залавят и обесват в Пловдив.
Майката на войводата била от с. Каменица. Марин бил изключително пъргав, строен и хубав. Хората го наричали го „Инджето“ защото приличал на Стоян – Индже войвода. Убил трима турци в с. Долно Османово, и се присъединил към четата на Бейко войвода в Средна гора. Когато един ден трябвало да отиде в село Красново да кумува, един турчин го издал и му устроили капан за да го заловят. Маринко бил предупреден от свои хора. Той убива издайника турчин и занася главата му скрита в една торба на сватбата. Когато дошли турците да го хванат, с подготвена група другари ги „оправили“ на бърза ръка и хванали кърсердарина им. За подарък той получил главата на издайника. След време при едно слизане от планината Индже Маринко бил заловен и закаран във Филибе. Пашата Гюмюш Гердан се опитал да му спаси живота, но жената на убития турчин настоявала за смъртта му, че даже и сама му сложила въжето на шията му. Обесен бил на моста над река Марица. Песен, съобщена от потомък на Индже Маринко войвода:
Подкарали са Марин войвода,

Маринко де, войводо де,

през дълго поле Филибелишко,

Маринко де, войводо де.

Предали са го в пашови двори,

Маринко де, войводо де.

Пустата паша каил не става,

да се обеси Марин войвода.

Пристигнали са две бели були,

две бели були от Одрин града.

Тилал викнала във Пловдив града,

Маринко де, войводо де:

„Ще се обеси Марин войвода,

в черни мостове, в река Марица.“

Те му метнаха черна бесилка,

те обесиха Марин войвода,

Маринко де, войводо де.